# Barbra Amesbury
Pour les articles homonymes, voir Amesbury.
Barbra Amesbury, née en 1948 à Kirkland Lake, Ontario, est une philanthrope, auteure-compositrice-interprète, compositrice et réalisatrice canadienne. Ayant connu le succès dans les années 1970 avec plusieurs hits dans le Top 40 au Canada, Amesbury est également la compagne de longue date de la philanthrope Joan Chalmers jusqu'à son décès en 2016.
Initialement connue sous le nom de Bill Amesbury durant sa carrière musicale, elle fait son coming out en tant que femme trans après avoir quitté l'industrie musicale. Cette transition marquante ouvre la voie à un engagement significatif dans les domaines de la philanthropie, de l'art et du soutien aux communautés trans.

## Musique
Parmi les singles de Barbra Amesbury, Virginia (Touch Me Like You Do), lancé en 1974 sous le label Casablanca Records, atteint des positions notables dans les classements, dont la 14e place au Canada et la 59e place du classement Billboard Hot 100 aux États-Unis. Un autre single, Rock My Roll, connait également un certain succès, se classant à la 94e place au Canada la même année.
Parmi ses autres chansons notables, Can You Feel It est un hit mineur en 1976. Amesbury est également l'auteure de Nothin' But a Fool, reprise par Natalie Cole, et de A Thrill's a Thrill, enregistrée par Long John Baldry en 1979 et reprise par Mitch Ryder avec Marianne Faithfull et John Cougar Mellencamp,.
En tant que productrice, Amesbury travaille sur No Charge de J.J. Barrie, qui devient un hit numéro un en Angleterre en 1976 et 1977. La chanson Virginia est récompensée en 1999 par la SOCAN pour avoir été diffusée plus de 100 000 fois sur les stations de radio canadiennes.
En 2002, James Collins et Dave Pickell rendent hommage à la transition d'Amesbury avec le single Do You Mind If We Talk About Bill?, une chanson écrite à son sujet.

## Discographie
- Jus' a Taste of the Kid (1974 - album)
- Can You Feel It (1976 - album)
- You Belong to Me, face B Harlow (1977 - single, non disponible sur un album sorti commercialement)
- Virginia (Touch Me Like You Do) (1974 - single)
- Can You Feel It (1976 - single)
- Nothin' But a Fool - compositeur
- No Charge - producteur
- A Thrill's a Thrill - compositeur

## Art et cinéma
Dans le domaine de l'art et du cinéma, Barbra Amesbury organise l'exposition d'art Survivors, In Search of a Voice: The Art of Courage en 1994 avec Joan Chalmers, qui se concentre sur les récits de survivantes du cancer du sein. Cette exposition encourage 24 artistes féminines à créer des œuvres d'art pour sensibiliser au cancer du sein. L'exposition parcourt l'Amérique du Nord de 1995 à 1998 et est complétée par un livre et un documentaire réalisé par Amesbury, qui capture les récits émouvants des participantes.
Son documentaire The G8 is Coming...The G8 is Coming, sorti en 2006 et 2007, est sélectionné dans plusieurs festivals de films. Le film aborde des thèmes sociopolitiques actuels, offrant une perspective documentaire sur ces sujets.
Barbra Amesbury s'implique dans la production de films et de documentaires, mettant l'accent sur des thèmes sociaux et culturels. Dans son travail cinématographique, elle adopte une approche qui privilégie l'exploration et la discussion des questions sociales, utilisant le médium visuel et narratif pour approfondir ces sujets. Cette démarche reflète son engagement envers l'art et son intérêt pour le dialogue autour de problématiques sociales contemporaines.

## Philanthropie et vie privée
Barbra Amesbury, active dans divers domaines créatifs, contribue à la scène musicale canadienne en tant qu'auteure-compositrice-interprète. Son portfolio musical comprend plusieurs albums et singles, couvrant un large éventail de styles musicaux.
Joan Chalmers, la compagne de longue date d'Amesbury, est une philanthrope reconnue dans le milieu des arts au Canada. Elle contribue à la création d'organisations telles que l'Ontario Crafts Council et le Canadian Crafts Council, et soutient de nombreuses institutions artistiques. Chalmers est saluée pour son engagement envers les arts et les artistes canadiens jusqu'à son décès en 2016.
Ensemble, Barbra Amesbury et Joan Chalmers fondent la Fondation Woodlawn Arts, une organisation qui soutient des initiatives dans des domaines variés, incluant l'art, la santé, l'éducation et le bien-être social. Leur travail philanthropique touche plusieurs aspects de la vie sociale au Canada.
La transition de genre de Barbra Amesbury, passant de Bill à Barbra, constitue un élément notable de sa biographie. Les informations précises concernant sa transition ne sont pas extensivement documentées, mais ce processus personnel souligne son courage et sa résilience.